# Cognição numérica
A cognição numérica é uma subdisciplina das ciências cognitivas que estuda as bases cognitivas e neurais dos números e da matemática. Como acontece com muitos esforços da ciência cognitiva, este é um tema altamente interdisciplinar, e inclui pesquisadores da psicologia cognitiva, da psicologia do desenvolvimento, das neurociências, da etologia e da linguística cognitiva. Esta disciplina, embora possa interagir com perguntas da filosofia da matemática, está principalmente preocupada com questões empíricas.

Os tópicos incluídos no domínio da cognição numérica incluem:
- Como animais não-humanos processam a numerosidade?
- Como crianças adquirem a compreensão dos números (e o quanto é inato)?
- Como os humanos associam símbolos linguísticos com quantidades numéricas?
- Como estas capacidades sustentam nossa capacidade de realizar cálculos complexos?
- Quais são as bases neurais dessas habilidades, tanto em humanos quanto em não-humanos?
- Que processos e capacidades metafóricas nos permitem ampliar nossa compreensão numérica em domínios complexos, como o conceito de infinito, de  infinitesimal ou o conceito do limite no cálculo?

## Estudos comparativos
Estudos comportamentais em animais não-humanos, têm posto em evidência que a maioria dos vertebrados, se não a sua totalidade, são capazes do extrair
quantidades aproximadas ou numerosidade, do ambiente externo, e utilizar essa informação para resolver vários tipos de tarefas numéricas não-verbais, de forma bastante equiparável. 

### Discriminação e comparação de numerosidade
Os primeiros estudos controlados sobre a numerosidade em animais não-humanos foram efetuados por Otto Koehler em 1950Koehler, O. (1950). Ele demonstrou que era possível ensinar várias espécies de aves a escolher, com grande precisão, o objeto que contivesse o maior numero de grãos colados. No mesmo artigo, Koehler relata o caso de um corvo que aprendeu a selecionar um objeto com cinco círculos desenhados, dadas cinco alternativas. A ave mantinha uma grande precisão, mesmo quando o tamanho dos pontos mudava drasticamente entre cada ensaio.
Estas experiências foram mais tarde replicadas também com mamíferos, utilizando metodologias modernas que permitiam excluir possíveis explicações alternativas, muitas das quais o próprio Koehler tinha alertado nas suas publicações. Por exemplo, Emmerton e colegas  ensinaram pombos a discriminar entre slides com ”muitos” itens (um ou dois) e ”poucos” (seis ou sete), usando estímulos criados em computador em que eram controladas variáveis como o tamanho, forma, brilho e proximidade dos elementos.

### Ordenação e adição
No mesmo estudo, Emmerton e colegas  relatam também o que acontecia quando eram mostrados slides com quantidades para as quais os pombos não tinham sido treinados (três, quatro e cinco). Curiosamente, os animais associaram espontaneamente as novas quantidades à categoria mais próxima. Quando apareciam três elementos, estes bicavam a tecla de ”poucos”, enquanto para cinco bicavam a tecla de ”muitos” e, para
quatro, as respostas dividiam-se uniformemente pelas duas teclas. Isto sugere que as suas representações de numerosidade estavam organizadas internamente segundo a ordem numérica.
Esta organização interna, foi posta em evidência em experiências de ordenação de numerosidades posteriores. Brannon e Terrace  ensinaram macacos a ordenar estímulos que continham entre um a quatro elementos. Depois de dominarem esta tarefa, os primatas foram testados com novas quantidades, com os quais também aplicaram correctamente o sistema de ordenação que tinham aprendido. Recentemente, Scarf, Hayne e Colombo  reproduziram esta experiência com pombos, concluindo que estes estavam a par da competência numérica dos primatas.
Cantlon e Brannon  demostraram que o macaco rhésus é também capaz de realizar operações de adição não verbais. Na sua experiência, eles apresentavam rapidamente dois conjuntos com diferentes quantidades de pontos, seguidos de duas opções para os animais escolherem. Uma delas continha a soma dos elementos dos dois conjuntos anteriores e a outra não. Os macacos aprenderam a realizar esta tarefa e mostraram um padrão de desempenho semelhante ao de estudantes universitários submetidos à mesma tarefa.

### Numerosidade no comportamento
Outra linha de investigação estudou a capacidade de os animais integrarem numerosidade na planificação de comportamentos. McDiarmid e Rilling  e Platt e Johnson, por exemplo, ensinaram ratos e pombos a pressionar um botão um determinado número de vezes, a fim de obterem recompensas. O desempenho dos animais foi geralmente elevado até às dez repetições, com alguns casos de animais que aprenderam a realizar até 50 repetições, com um desempenho ainda acima do acaso.
Mais recentemente, Lewis e colegas (2005) estudaram a numerosidade no lémure-mangusto, recorrendo ao paradigma da violação de expetativa. Após observar o experimentador colocar várias uvas num balde com fundo falso, o animal passava algum tempo extra a procurar as uvas em falta, se pelo menos metade delas tinham desaparecido.

### Numerosidade em contexto ecológico
Os estudos de numerosidade em contexto ecológico complementam a literatura científica, ajudando a compreender o tipo de pressões ambientais que poderão ter levado à evolução das competências numéricas nos animais.
No estudo mais famoso desta área, McComb, Packer e Pusey  mostraram que quando as leoas ouvem o voz de um potencial intruso, elam tomam em consideração o número de vozes destes assim como o número de parceiras à vista, para decidir o seu tipo de abordagem. 
Outro estudo realizado por Wilson, Hauser e Wranghman  demonstrou que os comportamentos de agressão entre grupos de chimpanzés também dependem da quantidade de parceiros em redor. 
Um terceiro estudo por White e colegas, sugeriu que os “cowbirds”, uma espécie de aves parasitas de ninhada, mostram mais interesse por ninhos que contém o número de ovos a partir do qual costuma começa a incubação da outra espécie.

## Estudos de desenvolvimento
Estudos de psicologia do desenvolvimento mostram que bebês humanos, como animais não-humanos, possuem um sentido aproximado de número. Por exemplo, em um estudo, bebês foram repetidamente apresentados a estímulos contendo 16 pontos. Controles cuidadosos foram feitos para eliminar informações de parâmetros "não-numéricos", tais como a área de superfície total, a luminância, a circunferência, e assim por diante. Depois, as crianças foram apresentadas a muitas exposições contendo 16 itens: nesse caso, elas se habituavam, ou deixavam de olhar os estímulos. Os bebês eram então apresentados a estímulos contendo agora oito itens, para os quais eles olhavam por mais tempo.
Levando em conta os numerosos controles utilizados para excluir fatores não-numéricos, os experimentadores concluíram que bebês de seis meses de idade são sensíveis à diferenças entre 8 e 16. Experimentos subsequentes utilizando metodologia semelhante, mostraram que bebês de 6 meses podem discriminar números diferentes numa razão de 2:1 (8 vs. 16 ou 16 vs. 32), mas não numa razão de 3:2 (8 vs. 12 ou 16 vs. 24). No entanto, aos 10 meses de idade, eles são bem sucedidos em ambas as razões (2:1 e 3:2), sugerindo um aumento na sensibilidade à diferenças de numerosidade com a idade (para uma revisão da literatura, ver Feigenson, Dehaene & Spelke 2004).
Numa outra série de estudos, Karen Wynn mostrou que crianças com até cinco meses são capazes de fazer adições muito simples (por exemplo, 1 + 1 = 2) e subtrações (3 - 1 = 2). Para demonstrar isso, Wynn, utilizou um procedimento de  "violação de expectativa", em que as crianças eram apresentadas (por exemplo) a um boneco do Mickey Mouse que se escondia atrás de uma tela, seguido por outro. Se, quando a tela era retirada, as crianças encontrassem apenas um Mickey ("evento impossível") eles olhavam por mais tempo do que se elas fossem apresentadas a dois Mickeys ("evento possível"). Em outros estudos, Karen Wynn e McCrink Koleen encontraram que, embora a habilidade dos bebês para computar os resultados exatos seja apenas para números pequenos, as crianças conseguem calcular os resultados aproximados de adições e subtrações maiores (por exemplo, "5 + 5" ou "10 - 5").
Há um debate sobre o quanto esses sistemas infantis realmente contêm conceitos numéricos, remontando ao clássico debate natureza versus criação. Gelman e Gallistel (1978) sugerem que crianças possuem o conceito de número natural de modo inato, e só precisam de mapear isso para as palavras usadas em seu idioma. Susan Carey (2004, 2009) discorda, dizendo que esses sistemas só podem codificar grandes números de forma aproximada, onde números naturais baseados na linguagem podem ser exatos. Uma abordagem promissora é ver se culturas que não possuem palavras para números são capazes de lidar com números naturais (por exemplo, Pica, Lemer, Izard & Dehaene 2004; Butterworth, Reevet, Reynolds & Lloyd 2008).

## Estudos de neuroimagem e neurofisiológicos
Estudos de neuroimagem em humanos demonstraram que regiões do lobo parietal, incluindo o sulco intraparietal (IPS) e o lóbulo parietal inferior (IPL) são ativadas quando participantes são solicitados a realizar tarefas de cálculo. Baseado tanto em neuroimagem quanto em neuropsicologia humana, Stanislas Dehaene e colegas sugerem que estas duas estruturas parietais desempenham papéis complementares. Propõe-se que o IPS contém a circuitaria que é fundamentalmente envolvida na estimativa numérica (Piazza et al 2004.), na comparação de números (Pinel et al 2001; Pinel et al 2004) e no cálculo em tempo real (normalmente testado com subtração), enquanto o IPL é visto como  envolvido em tarefas aprendidas automatizadas, tais como a multiplicação (ver Dehaene 1997). Assim, um paciente com uma lesão do IPL pode ser capaz de subtrair, mas não de multiplicar, e vice-versa para um paciente com uma lesão para os IPS. Para além destas zonas parietais, a regiões do lobo frontal são também ativas em tarefas de cálculo. Estas ativações se sobrepõem a regiões envolvidas no processamento da linguagem, como a área de Broca e regiões envolvidas com memória de trabalho e atenção. Futuras pesquisas serão necessárias para separar as influências complexas de linguagem, memória de trabalho e atenção em processos numéricos.
Registros unitários (eletrofisiológicos) em macacos também encontraram neurônios do córtex frontal e no sulco intraparietal que respondem a números. Andreas Nieder (Nieder 2005; Nieder, Freedman & Miller 2002; Nieder & Miller 2004) treinou macacos para realizar uma tarefa de "escolha atrasada baseada no modelo". Por exemplo, um macaco pode ser apresentado a uma tela com quatro pontos, a qual é necessário manter na memória após a exibição ser retirada. Então, depois de um período de atraso de alguns segundos, uma segunda tela é apresentada. Se o número de pontos da segunda tela for igual ao da primeira, o macaco tem que soltar uma alavanca. Se for diferente, o macaco tem que segurar a alavanca. A atividade neural registrada durante o período de atraso mostra que os neurônios no sulco intraparietal e do córtex frontal possuem uma "numerosidade preferencial", exatamente como o previsto por estudos comportamentais. Isto é, um certo número pode disparar fortemente para quatro, mas menos fortemente por três ou cinco, e muito menos para dois ou seis. Assim, podemos dizer que esses neurônios estão "em sintonia" com numerosidades específicas. Note-se que estas respostas neuronais seguem a lei de Weber, como tem sido demonstrado em outras dimensões sensoriais, e é consistente com a dependência de proporção observada no comportamento numérico de animais não-humanos e bebês (Nieder & Miller 2003).

## Relações entre cognição numérica e outros processos cognitivos
Há evidências de que a cognição numérica está intimamente relacionada a outros aspectos do pensamento – particularmente a cognição espacial [1]. Uma linha de evidências vem de estudos realizados com sinestésicos de número-forma [2]. Tais indivíduos relatam que os números são mentalmente representados com uma disposição espacial particular; outros experimentam números como objetos perceptíveis que podem ser visualmente manipulados para facilitar o cálculo. Estudos comportamentais reforçam ainda mais a ligação entre cognição numérica e espacial. Por exemplo, participantes respondem mais rapidamente a um número maior se eles estão respondendo no lado direito do espaço, e mais rapidamente a um número menor quando à esquerda – o chamado efeito SNARC [3]. Entretanto, esse efeito varia com a cultura e com o contexto [4], e algumas pesquisas começam mesmo a questionar se o efeito SNARC reflete mesmo uma inerente associação número-espaço [5], invocando em vez disso uma estratégia de resolução de problemas ou um mecanismo cognitivo mais geral, como a metáfora conceitual [6][7]. Além disso, estudos de neuroimagem revelam que a associação entre número e espaço também se revela na atividade cerebral. Regiões do córtex parietal, por exemplo, mostram ativação compartilhada para o processamento espacial e numérico [8]. Estas diversas linhas de pesquisa sugerem uma forte, mas flexível, ligação entre a cognição numérica e espacial.
A modificação da representação decimal usual foi defendida por John Colson. O sentido de complementação, faltando no sistema decimal de costume, é expresso pela representação com a assinatura dos dígitos.

## Variância etnolinguística
A matemática dos povos indígenas tem sido estudada para identificar aspectos universais da cognição numérica em humanos. Exemplos notáveis incluem os Pirahã, que não possuem palavras para números específicos, e o povo Munduruku, que só tem palavras para números até cinco. Adultos Pirahã são incapazes de marcar um número exato nas contagens de uma pilha de castanhas que contenha menos de dez itens. O antropólogo Napoleon Chagnon passou várias décadas estudando os Yanomami no campo. Ele concluiu que eles não têm necessidade de contagem de números em sua vida cotidiana. Seus caçadores mantêm o controle de setas individuais com as mesmas faculdades mentais que usam para reconhecer seus familiares. Não há culturas de caçadores-coletores conhecidas que possuam um sistema de contagem em sua língua. As capacidades mentais e linguísticas da matemática parecem também ser ligadas ao desenvolvimento da agricultura e, com ela, de um grande número de itens indistinguíveis [9].